# ミツモア
株式会社ミツモア（英語: MeetsMore Inc.）は、東京都中央区に本社を置き、Webサービスの開発・運営事業などを行う日本の企業。

## 概要
2017年2月8日、石川彩子、柄澤史也によって共同創業。専門家のマッチングプラットフォーム「ミツモア」を開設。カメラマン、リフォーム業者、士業、レッスンなど、様々な分野の専門家と依頼者をつなぐサービスを展開している。

## 沿革
- 2017年02月 - 株式会社ミツモアを設立
- 2017年06月 - 合計9人の個人投資家を引き受け先に4800万円資金調達[1]
- 2019年06月 - ベンチャーキャピタルのWiL, LLC、Angel Bridge株式会社、東大創業者の会応援ファンド株式会社、個人投資家などを引受先とした第三者割当増資等により5億円資金調達[2]
- 2019年09月 - 本社を千代田区内幸町に移転[3]
- 2022年03月 - 本社を中央区銀座に移転[4]